# Vladi Marmo
Vladimir Marmo, nato Forsblom, detto Vladi (Orël, 24 aprile 1914 – Jyväskylä, 23 agosto 1969), è stato un cestista finlandese.

## Carriera
Con la Finlandia ha disputato i Campionati europei del 1939.